# Navajoíta
La navajoíta es un mineral de la clase de los minerales óxidos. Fue descubierta en 1954 en Monument Valley en la reserva de los indios Navajo, condado de Apache en el estado de Arizona (EE. UU.), siendo nombrada así por el nombre de este pueblo indio.

## Características químicas
Es un óxido simple de vanadio y hierro, hidratado.

## Formación y yacimientos
Se ha encontrado en los yacimientos de vanadio y uranio de la formación geológica de Colorado, en las zonas de ésta altamente oxidadas secundariamente. Aparece en vetas en conglomerados y areniscas. Se piensa que es un producto de la oxidación del mineral corvusita.
Suele encontrarse asociado a otros minerales como: corvusita, tyuyamunita, rauvita, hewettite, steigerite o limonita.